# Нижние Гаи
Нижние Гаи (укр. Нижні Гаї) — село в Дрогобычской городской общине Дрогобычского района Львовской области Украины.
Село расположено над рекой Лютычина (правый приток р. Тысменица).
Население по переписи 2001 года составляло 1249 человек. Занимает площадь 39,2 км². Почтовый индекс — 82168. Телефонный код — 3244.